# Ґай Мітчелл
Ґай Мітчелл (англ. Guy Mitchell, справжнє ім'я та прізвище — Альберт Джордж Керник (англ. Albert George Cernik); нар. 22 лютого 1927, Детройт, штат Мічиган, США — 1 липня 1999, Лас-Вегас, штат Невада, США) — американський попспівак і актор хорватського походження, який мав успіх у себе на батьківщині, у Великій Британії та в Австралії. Було продано більш ніж 44 мільйонів записів його пісень.
Наприкінці 1957 року Ґай Мітчелл знявся у телепрограмі The Guy Mitchell Show на каналі ABC. У 1961 році зіграв роль Джорджа Ромака у детективному серіалі жанру вестерн «Сміт, який шепоче» (англ. «Whispering Smith») на каналі NBC.

## Біографія

### Кар'єра
Мітчелл народився у сім'ї хорватських іммігрантів в місті Детройт, Мічиган. У 11-річному віці Альберт Керник прибув до Warner Brothers Pictures, щоб стати дитячою зіркою, та виступав на радіо на каналі KFWB в Лос-Анджелесі, Каліфорнія. Після закінчення школи, він працював лимарем, іноді заробляючи додаткові гроші своїм співом. Дюд Мартін, який вів трансляцію музики в жанрі кантрі у Сан-Франциско, найняв Керника у свій гурт.
Майбутній відомий співак під час Другої Світової війни два роки служив у військово-морських силах США, а потім співав у біг-бенді Кармена Кавалларо. У 1947 році записався до лейбла Decca Records разом з гуртом Кавалларо, але пішов звідти через харчове отруєння. Переїхав до Нью-Йорка і почав записуватися на King Records під псевдонімом Ел Ґрант (англ. Al Grant). Одна з його пісень («Cabaret») попала до чартів Variety. У 1949 році Альберт Джордж Керник переміг як соліст на радіошоу Arthur Godfrey's Talent Scouts.
Мітч Міллер, який відповідав за таланти у Columbia Records, помітив Керника у 1950 році. Чоловік погодився приєднатись до Columbia та отримав новий сценічний псевдонім за порадою Міллера:
|               | Моє ім'я — «Мітчелл», а ти гарний 'хлопець', тому будемо звати тебе Ґаєм Мітчеллом. |
| — Мітч Міллер |                                                                                     |

Боб Меррілл писав хіти для Мітчелла. У 1950-х та 1960-х роках Мітчелл знімався у таких фільмах, як: «Ці руді з Сіетла» (англ. Those Redheads from Seattle, 1953) і «Червоні підв'язки» (англ. Red Garters, 1954). Він знявся у телесеріалі «Обрати жертву» (англ. Choose a Victim, 1961) в епізоді «Тріллер» (англ. Thriller). У 1990 році він з'явився у декількох епізодах драматичного серіалу BBC «Твоє ошуканське серце» (англ. Your Cheatin’ Heart, 1990) у ролі вигаданого кантрі-співака Джима Боба О'Мея, заспівавши кілька пісень, включаючи свій же хіт «Singing the Blues».
Перший хіт Ґая Мітчелла «My Heart Cries for You» (1951). Іншими хітами є — «Heartaches by the Number», «Rock-a-Billy», «Singing the Blues» (найбільш популярна пісня).

### Смерть
Ґай Мітчелл помер 1 липня 1999 року, у віці в 72 роки. Американський співак пішов з життя у лікарні Desert Springs Hospital, що у місті Лас-Вегас, штат Невада. Причиною смерті є ускладнення під час операції з видалення ракової пухлини.

## Пам'ять
У 2007 році на 80-тиріччя з дня народження Мітчелла, англійський відділ SonyBMG Music Entertainment випустив The Essential Collection CD.

### У відеоіграх
Пісня «Heartaches by the Number» стала частиною саундтреку до відеогри 2010 року жанру Action RPG — «Fallout: New Vegas», події якої відбуваються в місті Лас-Вегас, де прожив останні роки життя Ґай Мітчелл.

## Дискографія
| Рік  | Назва пісні                                                      | Позиція в чартах  | Позиція в чартах | Позиція в чартах | Позиція в чартах  | Позиція в чартах      | Позиція в чартах  | Назва альбому         |
| Рік  | Назва пісні                                                      | Billboard Hot 100 | Cashbox          | UK Singles Chart | Hot Country Songs | Hot R&B/Hip-Hop Songs | Kent Music Report | Назва альбому         |
| ---- | ---------------------------------------------------------------- | ----------------- | ---------------- | ---------------- | ----------------- | --------------------- | ----------------- | --------------------- |
| 1950 | «My Heart Cries for You»                                         | 2                 |                  | 1                |                   |                       | 1                 | «Guy's Greatest Hits» |
| 1950 | «The Roving Kind»                                                | 4                 |                  | 2                |                   |                       | 2                 | «Guy's Greatest Hits» |
| 1951 | «You're Just In Love»                                            | 24                |                  |                  |                   |                       |                   |                       |
| 1951 | «The House of Singing Bamboo»                                    |                   |                  |                  |                   |                       | 3                 |                       |
| 1951 | «The Place Where I Worship»                                      |                   |                  |                  |                   |                       | 6                 | «Guy's Greatest Hits» |
| 1951 | «Sparrow In The Treetop»                                         | 8                 |                  | 2                |                   |                       | 3                 | «Guy's Greatest Hits» |
| 1951 | «Christopher Columbus»                                           | 27                |                  |                  |                   |                       |                   |                       |
| 1951 | «A Beggar In Love»                                               |                   |                  | 4                |                   |                       | 6                 |                       |
| 1951 | «Unless»                                                         | 17                |                  |                  |                   |                       | 3                 |                       |
| 1951 | «My Truly, Truly Fair»                                           | 2                 |                  | 1                |                   |                       | 1                 | «Guy's Greatest Hits» |
| 1951 | «Belle, Belle, My Liberty Belle»                                 | 9                 |                  | 1                |                   |                       | 4                 | «Guy's Greatest Hits» |
| 1951 | «Sweetheart Of Yesterday»                                        | 23                |                  |                  |                   |                       | 12                |                       |
| 1951 | «There's Always Room At Our House»                               | 20                |                  | 4                |                   |                       | 8                 |                       |
| 1951 | «I Can't Help It»                                                | 28                |                  |                  |                   |                       |                   |                       |
| 1952 | «(There's A Pawnshop On The Corner In) Pittsburgh, Pennsylvania» | 4                 |                  | 3                |                   |                       | 2                 | «Guy's Greatest Hits» |
| 1952 | «Wimmin»                                                         |                   | 27               | 20               |                   |                       | 17                |                       |
| 1952 | «A Little Kiss Goodnight»                                        |                   |                  |                  |                   |                       |                   |                       |
| 1952 | «The Day Of Jubilo»                                              | 26                |                  |                  |                   |                       | 4                 |                       |
| 1952 | «You'll Never Be Mine»                                           |                   | 24               |                  |                   |                       |                   |                       |
| 1952 | «Feet Up (Pat Him on the Po-Po)»                                 | 14                | 18               | 1                |                   |                       | 2                 | «Guy's Greatest Hits» |
| 1952 | «Cause I Love You, That's A-Why»                                 | 24                | 25               |                  |                   |                       | 8                 |                       |
| 1952 | «Why Should I Go Home»                                           |                   |                  |                  |                   |                       |                   |                       |
| 1953 | «She Wears Red Feathers»                                         | 19                | 14               | 1                |                   |                       | 5                 | «Guy's Greatest Hits» |
| 1953 | «Pretty Little Black Eyed Susie»                                 |                   |                  | 2                |                   |                       | 17                |                       |
| 1953 | «I Want You For A Sunbeam»                                       |                   |                  |                  |                   |                       |                   |                       |
| 1953 | «Wise Man Or Fool»                                               |                   |                  |                  |                   |                       |                   |                       |
| 1953 | «Tell Us Where The Good Times Are»                               | 23                |                  |                  |                   |                       |                   |                       |
| 1953 | «Look At That Girl»                                              |                   |                  | 1                |                   |                       | 14                |                       |
| 1953 | «Chicka Boom»                                                    |                   | 16               | 4                |                   |                       | 19                |                       |
| 1953 | «Cloud Lucky Seven»                                              |                   |                  | 2                |                   |                       | 5                 |                       |
| 1953 | «Sippin' Soda»                                                   |                   |                  | 11               |                   |                       | 18                |                       |
| 1953 | «Strollin' Blues»                                                |                   |                  |                  |                   |                       |                   |                       |
| 1954 | «The Cuff Of My Shirt»                                           |                   |                  | 9                |                   |                       |                   |                       |
| 1954 | «A Dime and A Dollar»                                            |                   |                  | 8                |                   |                       |                   |                       |
| 1954 | «There Was Once A Man»                                           |                   |                  |                  |                   |                       |                   |                       |
| 1954 | «I Met The Cutest Little Eyeful»                                 |                   |                  |                  |                   |                       |                   |                       |
| 1955 | «Nobody Home»                                                    |                   |                  |                  |                   |                       |                   |                       |
| 1955 | «Man Overboard»                                                  |                   |                  |                  |                   |                       |                   |                       |
| 1955 | «Too Late»                                                       |                   |                  |                  |                   |                       |                   |                       |
| 1956 | «Ninety Nine Years»                                              | 23                | 19               |                  |                   |                       | 26                |                       |
| 1956 | «When Blinky Blows»                                              |                   |                  |                  |                   |                       | 22                |                       |
| 1956 | «Belonging»                                                      |                   |                  |                  |                   |                       | 25                |                       |
| 1956 | «Give Me A Carriage With Eight White Horses»                     |                   |                  |                  |                   |                       | 42                |                       |
| 1956 | «Finders Keepers»                                                |                   |                  |                  |                   |                       |                   |                       |
| 1956 | «Singing The Blues»                                              | 1                 | 1                | 1                |                   | 4                     | 1                 | «Guy's Greatest Hits» |
| 1956 | «Crazy With Love»                                                | 53                |                  |                  |                   |                       | 42                |                       |
| 1957 | «Knee Deep In The Blues»                                         | 16                | 15               | 3                |                   |                       | 13                | «Guy's Greatest Hits» |
| 1957 | «Take Me Back Baby»                                              | 47                | 38               |                  |                   |                       | 30                |                       |
| 1957 | «Rock-A-Billy»                                                   | 10                | 13               | 1                |                   |                       | 10                | «Guy's Greatest Hits» |
| 1957 | «In The Middle Of A Dark Dark Night»                             |                   |                  | 25               |                   |                       | 49                |                       |
| 1957 | «Sweet Stuff»                                                    | 83                | 51               |                  |                   |                       |                   |                       |
| 1957 | «Call Rosie On The Phone»                                        |                   |                  | 17               |                   |                       |                   |                       |
| 1958 | «The Lord Made A Peanut»                                         |                   |                  |                  |                   |                       | 56                |                       |
| 1958 | «C'mon Let's Go»                                                 |                   |                  |                  |                   |                       | 71                |                       |
| 1958 | «Till We're Engaged»                                             |                   |                  |                  |                   |                       |                   |                       |
| 1958 | «Honey Brown Eyes»                                               |                   |                  |                  |                   |                       | 92                |                       |
| 1959 | «Butterfly Doll»                                                 |                   |                  |                  |                   |                       | 87                |                       |
| 1959 | «Half As Much»                                                   |                   |                  |                  |                   |                       |                   |                       |
| 1959 | «Pride O'Dixie»                                                  |                   |                  |                  |                   |                       |                   |                       |
| 1959 | «I'm Gonna Leave You Now»                                        |                   |                  |                  |                   |                       |                   |                       |
| 1959 | «Heartaches by the Number»                                       | 1                 | 1                | 5                |                   | 19                    | 3                 |                       |
| 1960 | «The Same Old Me»                                                | 51                | 103              |                  |                   |                       |                   |                       |
| 1960 | «My Shoes Keep Walking Back To You»                              | 45                | 106              |                  |                   |                       | 63                | «Sunshine Guitar»     |
| 1960 | «Sunshine Guitar»                                                |                   |                  |                  |                   |                       |                   |                       |
| 1961 | «Your Goodnight Kiss»                                            | 106               |                  |                  |                   |                       | 100               |                       |
| 1961 | «Divorce»                                                        |                   |                  |                  |                   |                       |                   |                       |
| 1962 | «Charlie's Shoes»                                                | 110               | 143              |                  |                   |                       |                   |                       |
| 1962 | «Go Tiger Go»                                                    | 101               | 123              |                  |                   |                       |                   |                       |
| 1963 | «Have I Told You Lately That I Love You»                         |                   |                  |                  |                   |                       |                   |                       |
| 1966 | «The Best Thing That Ever Happened To Me»                        |                   |                  |                  |                   |                       |                   |                       |
| 1967 | «Traveling Shoes»                                                |                   |                  |                  | 51                |                       |                   | «Traveling Shoes»     |
| 1968 | «Alabam»                                                         |                   |                  |                  | 61                |                       |                   | «Traveling Shoes»     |
| 1968 | «Frisco Line»                                                    |                   |                  |                  | 71                |                       |                   | «Singin' Up A Storm»  |
| 1969 | «Get It Over»                                                    |                   |                  |                  |                   |                       |                   | «Singin' Up A Storm»  |
| 1970 | «Singing The Blues»                                              |                   |                  |                  |                   |                       |                   | «Traveling Shoes»     |

## Альбоми
- 1953 — «Songs of Open Spaces»
- 1958 — «Guy in Love»
- 1961 — «Sunshine Guitar»
- 1968 — «Travelin' Shoes»
- 1969 — «Singin' Up a Storm»
- 1995 — «Sings & Remembers»
- 1998 — «Singing the Blues»
- 2004 — «Roving Kind»

## Найвідоміші пісні
- «My Heart Cries for You» (1950)[3]
- «The Roving Kind» (1951)[3]
- «My Truly, Truly Fair» (1951)[3]
- «Sparrow in the Treetop» (1951)[3]
- «Pittsburgh, Pennsylvania» (1952)[3]
- «She Wears Red Feathers» (1953)[3]

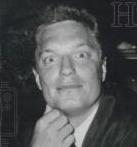
Ґай Мітчелл у 1958 році.

- «Belle, Belle, My Liberty Belle» (1951)
- «Feet Up (Pat Him On The Po-po)» (1952)
- «Heartaches by the Number»[3] (1959)
- «Knee Deep in the Blues» (1957)
- «Look At That Girl» (1953)
- «Ninety Nine Years (Dead or Alive)» (1956)
- «Pretty Little Black Eyed Susie» (1953)
- «Rock-a-Billy» (1957)
- «The Same Old Me» (1960)
- «Singing the Blues» (1956)
- «Cloud Lucky Seven» (1953)
- «Unless» (1951)